# 小澤一蛙
小澤 一蛙（おざわ いちあ、1876年 - 1960年）は、日本の収集家。

## 略歴
本名は小澤幸太郎。一蛙と号した。愛称は蛙の大将。1876年に東京市日本橋に生まれる。東京の吉祥寺に在住した。1908年11月4日に芝高輪の三田平凡寺宅において行われた平凡寺建立落成式及び開山式に参加する。内閣印刷局証券一室に勤務し、印刻を業としていた。1915年、自ら蛙に関する資料を板に刻んで『蛙寶』という雑誌を発刊している。1919年6月6日に開催された我楽他宗第一回宗会にも参加、第三十三番 天禄山蛙宝寺と称して主に蛙に関するものを収集しており、宗における重鎮として、また、末寺筆頭として常に平凡寺の片腕的な存在として活躍していたが、1926年5月末には脱宗している。
晩年には吉祥寺に住み、家が近かった	深沢要や西田峯吉等こけし愛好家と交流した。